# Enrique Mendoza Guillén
Enrique Mendoza Guillén (Ciudad de México; 7 de noviembre de 1937) es un exárbitro de fútbol mexicano.
Dirigió un total de 448 partidos y desde 1996 hasta 2006, fue parte de la Comisión de Árbitros de la Federación Mexicana de Fútbol.

## Trayectoria
Inició en la Primera División de México en la temporada 1971-72, esa misma campaña ganó el Trofeo Citlali al mejor árbitro, premio que ganaría nuevamente en las ediciones de 1977-78 a la 1980-81 y en la 1982-83; un récord.
Fue árbitro FIFA, comenzando a dirigir en los Juegos Panamericanos 1975. Luego estaría en las eliminatorias de Concacaf para la Copa Mundial de 1982 y en el Campeonato de Naciones de la Concacaf de 1985, precisamente en el empate de Canadá y Costa Rica 1-1.